# Félicien Marceau
Pour les articles homonymes, voir Marceau.
Félicien Marceau, nom de plume de Louis Carette, né le 16 septembre 1913 à Cortenbergh en Belgique et mort le 7 mars 2012 à Courbevoie,,,, est un romancier, auteur dramatique, scénariste et essayiste français d'origine belge, membre de l'Académie française.
Il reçoit le prix Goncourt 1969 pour son roman Creezy.

## Biographie

### Origines familiales
Les Carette sont originaires de Tourcoing où était né en 1823 Louis Carette, l'arrière-grand-père de l'écrivain. Cet arrière-grand-père descendait d'au moins quatre générations de Carette tourquennois, et son ascendance agnatique peut être retracée dans cette ville jusqu'à Pierre Carette qui épousa à Tourcoing en 1719 Marguerite Barbion.
Cet arrière-grand-père, Louis Carette, marchand peigneur, quitta Tourcoing où, comme dit, il était né en 1823, pour s'établir en Belgique, à Mouscron, ville jouxtant Tourcoing et située à seulement cinq kilomètres de celle-ci. C'est à Mouscron que naquit en 1858 son fils Albert Carette. Ce dernier sera négociant filateur à Mouscron, et le grand-père de l'écrivain.
Le père de l'écrivain, également nommé Louis Carette, naquit à Mouscron en 1883 et choisit la carrière administrative en étant fonctionnaire au Ministère de l'Instruction publique. Il fut un ancien combattant de la Grande Guerre, décoré de la Croix de Guerre, de la médaille de l'Yser, et chevalier de l'Ordre de Léopold. Il épousa à Louvain en 1912 Marie Françoise Lefevre, née à Louvain en 1884, d'une famille louvaniste depuis de nombreuses générations.

### Enfance et études en Belgique
En 1914, ses parents sont pris en otages par les Allemands occupants. Il fait ses études d'abord à l'Institut Saint-Louis à Bruxelles, puis à Louvain, d'abord au collège de la Sainte-Trinité, enfin à l'université catholique de Louvain. À l'Université catholique de Louvain, il s'inscrit à la faculté de philosophie et lettres, section préparatoire au droit. Il se sent cependant plus attiré par les lettres que par le droit et collabore à plusieurs revues.

### Chroniqueur et reporter
Il est nommé en 1936 à l'Institut national de radiodiffusion en tant que représentant du parti catholique.

#### Collaborationniste et antisémitisme
En 1940, il est chef du service des actualités à Radio Bruxelles, station de propagande pro-nazie, créée et gérée par les autorités militaires nazies et démissionne le 15 mai 1942. Ensuite, sans prendre de distance au nazisme, au fascisme ou sans renier sa sympathie pour le franquisme et en réécrivant l'histoire à son avantage, pour entamer une autre carrière, il crée une maison d'édition et commence, parallèlement, son œuvre d'écrivain.[source insuffisante]
Le Conseil de guerre de Bruxelles le juge, à la Libération de la Belgique et des Pays-Bas pour faits de collaboration (radio) avec le nazisme et ses écrits antisémites. S'étant échappé de détention, il est alors en fuite, caché dans un petit village de montagne en Italie, pendant douze ans,, il est condamné par contumace en janvier et octobre 1946 à quinze ans de travaux forcés, et à la déchéance de nationalité.
En 1959, après consultation de son dossier, le général de Gaulle lui accorde la nationalité française. Pierre Cossette découvre tardivement qu'il était considéré comme sympathisant nazi.

### Carrière littéraire
Pendant ses années belges, il publie deux romans et un essai littéraire, mais sa vraie carrière littéraire débute à Paris. En 1953, à l'occasion de la publication de ses nouvelles italiennes, En de secrètes noces, Thierry Maulnier remarque : « Une réflexion ironique, mais plus encore sereinement tendre, sur les hommes et leurs vies qu'ils tiennent serrées comme autant de poignées d'eau, sur leurs volontés et leur sort ; le coup d'œil du moraliste et celui du peintre, la connaissance des êtres et l'amour des paysages humains — voilà qui compose un ensemble où transparaît discrètement un homme et où s'impose un écrivain que l'on ne peut confondre avec aucun autre. »
D'autres nouvelles, des romans denses et légers et un grand essai, désormais classique, sur Balzac (Balzac et son monde, 1955-1970) viennent confirmer ce jugement — un jugement que résume Marcel Arland dans La Nouvelle Revue française, pour qui Félicien Marceau est « un écrivain d'esprit et de talent [qui a] de l'aisance, du piquant, un humour légèrement pincé, un trait net qui précise le personnage, le limite, le pousse parfois à la caricature. »
Pour le théâtre, Félicien Marceau écrit une pièce qui fait date, L'Œuf, montée par André Barsacq au Théâtre de l'Atelier en 1956. L’Œuf n'est pas une pièce avec « scènes à faire », mais un monologue illustré de saynètes. En 1972, la pièce est adaptée au cinéma par Jean Herman, avec Guy Bedos dans le rôle principal. À cette occasion, une amitié naît entre Marceau et Bedos qui perdurera jusqu'à la mort de l'écrivain, comme en témoigne la présence de l'humoriste aux obsèques de Félicien Marceau. L'Œuf est inscrit au répertoire de la Comédie-Française.
Félicien Marceau est par ailleurs auteur de deux ouvrages sur Giacomo Casanova : Casanova ou l'anti-Don Juan et Casanova ou l'insolente liberté.
Proche des Hussards, Félicien Marceau est lauréat de plusieurs prix littéraires, dont le Prix Goncourt en 1969 pour son roman Creezy et le Prix littéraire Prince-Pierre-de-Monaco pour l'ensemble de son œuvre en 1974.

#### Élection à l'Académie française
Élu à l'Académie française le 27 novembre 1975, au fauteuil 21, où il succède à Marcel Achard, il en est le doyen d'âge à partir de la mort de Jacqueline de Romilly le 18 décembre 2010.
À l'annonce de son élection, le poète Pierre Emmanuel (élu en 1968 au 4e fauteuil), se déclare démissionnaire en réaction à l'attitude de Félicien Marceau durant l'Occupation. L'Académie, selon sa coutume, n'entérine pas cette démission et attend la mort du poète pour le remplacer en 1985 par Jean Hamburger.
André Roussin, chargé d'accueillir Félicien Marceau à l'Académie, évoque ainsi cet épisode :

« Vous aviez le droit d’être heureux et fier. Pourtant des voix s’élevèrent autour de cette élection. En même temps qu’elles une autre voix — de votre pays d’origine — vint à nous, celle du Baron Jaspar qui fut baptisé " Le premier résistant belge ". Au lendemain de votre succès, il vous écrivait : " Les attaques aussi virulentes qu’injustes dont vous êtes l’objet témoignent d’une ignorance involontaire ou non des événements qui se déroulèrent en juin 1940. « Premier résistant belge » (le Baron Jaspar écrit ces mots entre guillemets) c’est en cette qualité que je vous réitère dans cette lettre qui n’a rien de confidentiel mes félicitations et mon amitié."
Dix ans avant que cette lettre vous fût adressée, le Général de Gaulle, alors Président de la République, avait eu à connaître de votre situation civique. Il s’en était ému. Il avait reçu votre dossier et l’ayant examiné avec l’attention que l’on peut supposer, le Premier résistant de France vous avait accordé la nationalité française. C’est ce qui nous vaut de vous recevoir aujourd’hui.
Remercions donc celui qui vous ayant fait français, nous a permis de vous élire. Comment douter qu’il eût approuvé notre choix, puisqu’aussi bien, c’est lui qui vous a entrouvert les portes de notre maison. »

### Vie personnelle
Il avait épousé, en secondes noces, à Paris (XVIe) le 30 décembre 1953 l'actrice Bianca Della Corte. D'après certains biographes mentionnés dans l'étude généalogique citée dans la bibliographie, il aurait épousé en 1941, en Italie, une Belge dont la mère avait épousé un Italien. Ce premier mariage sera dissous dix ans plus tard.

### Mort

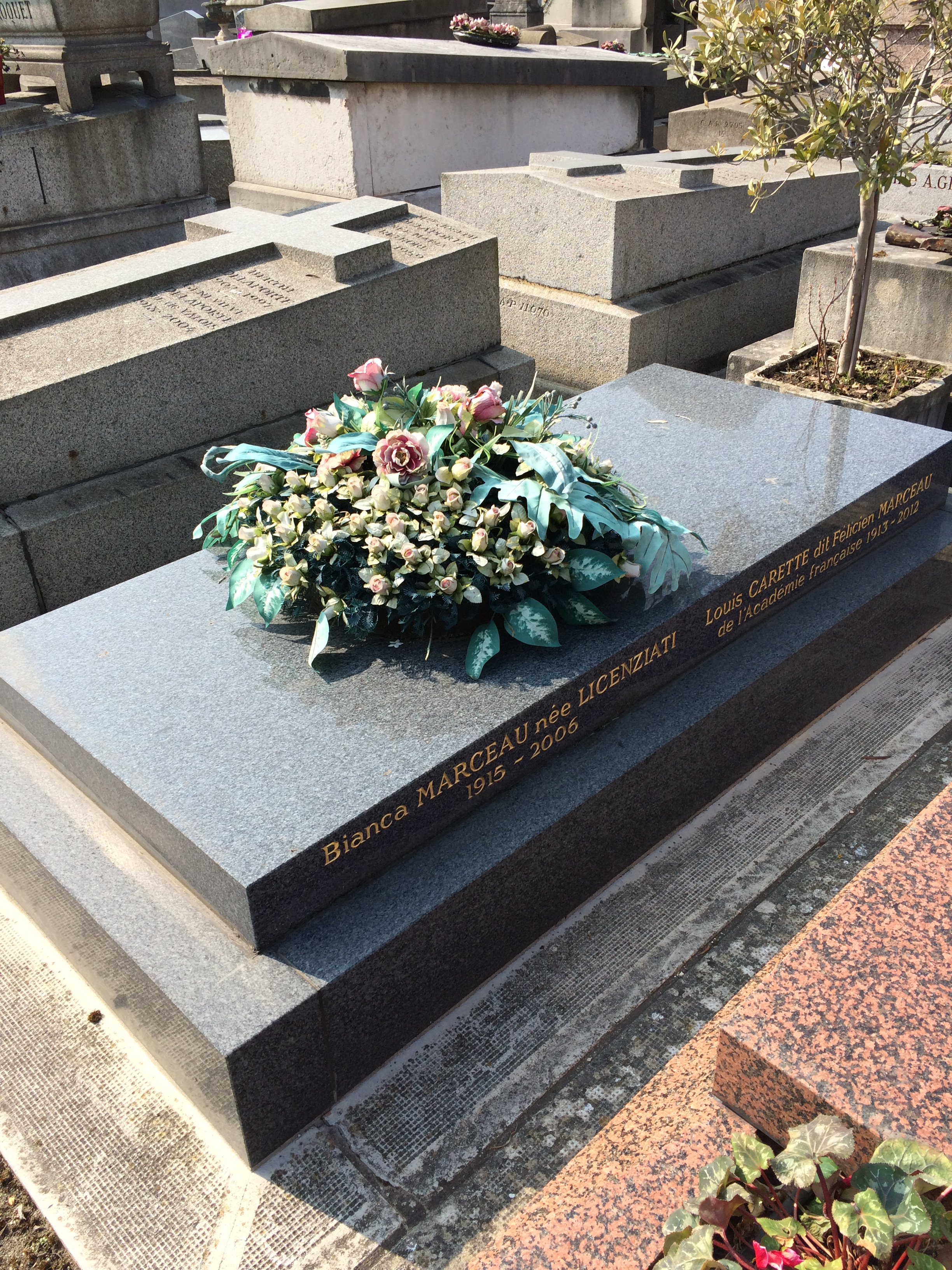
Sépulture de Félicien Marceau au cimetière ancien de Neuilly-sur-Seine (div. 7).

Félicien Marceau meurt à Courbevoie le 7 mars 2012, à l'âge de 98 ans. C'est son ami Michel Déon qui, lors de la cérémonie religieuse, prononce l'hommage, en l'église Saint-Pierre-de-Neuilly, le 13 mars. L'écrivain est ensuite inhumé au cimetière ancien de Neuilly-sur-Seine.
Le philosophe Alain Finkielkraut lui succède au 21e fauteuil de l'Académie Française le 28 janvier 2016 et célèbre dans son discours de réception l'un des premiers romans de son prédécesseur, Chair et cuir, « chef d’œuvre » « qui fait désormais partie de [s]a bibliothèque idéale ».

## Œuvre

### Période belge
- 1942 - Cadavre exquis, roman (réédition en 2011)
- 1942 - Le Péché de Complication, roman
- 1943 - Naissance de Minerve, essai
- 1943 - Les Pacifiques, roman (réédition en 2012)

### Période française

#### Romans
- 1948 - Chasseneuil
- 1951 - Capri petite île
- 1951 - Chair et cuir
- 1952 - L'Homme du roi - Prix de soutien à la création littéraire de la Fondation Del Duca[21]
- 1953 - Bergère légère
- 1955 - Les Élans du cœur - Prix Interallié 1955
- 1969 - Creezy - Prix Goncourt 1969
- 1975 - Le Corps de mon ennemi
- 1984 - Appelez-moi mademoiselle
- 1987 - Les Passions partagées
- 1989 - Un oiseau dans le ciel
- 1993 - La Terrasse de Lucrezia - prix Jean Giono
- 1994 - Le Voyage de noce de Figaro
- 1997 - La Grande Fille
- 2000 - L'Affiche

#### Recueils de nouvelles
- 1953 - En de secrètes noces
- 1957 - Les Belles natures
- 1992 - Les Ingénus

#### Théâtre
- 1951 - L'École des moroses
- 1954 - Caterina - prix Pellman 1954
- 1956 - L’Œuf
- 1958 - La Bonne Soupe
- 1960 - L'Étouffe-Chrétien
- 1962 - Les Cailloux
- 1964 - La Preuve par quatre
- 1965 - Madame Princesse
- 1966 - Un jour, j'ai rencontré la vérité
- 1969 - Le Babour
- 1972 - L'Homme en question
- 1979 - À nous de jouer

#### Essais
- 1949 - Casanova ou l'anti-Don Juan, essai
- 1970 - Balzac et son monde
- 1977 - Les Personnages de la Comédie humaine
- 1978 - Le Roman en liberté, essai
- 1983 - Une insolente liberté - Les aventures de Casanova

#### Mémoires
- 1968 - Les Années courtes.

#### Autres publications
- 1971 - Préface à l'édition Gallimard du Père Goriot d'Honoré de Balzac
- 1985 - La carriole du père Juniet, collection Tableaux vivants
- 1998 - L'imagination est une science exacte, entretiens avec Charles Dantzig
- 1998 - La Fille du pharaon, fables
- 2011 - De Marceau à Déon, De Michel à Félicien, Lettres 1955-2005, correspondance avec Michel Déon

#### Traductions
- 1967 - Théâtre de Luigi Pirandello, avec André Barsacq et Georges Piroué, Denoël
- 1978 - La Trilogie de la villégiature de Carlo Goldoni, mise en scène Giorgio Strehler, Comédie-Française au Théâtre national de l'Odéon

#### Scénarios
- 1962 : Les Sept Péchés capitaux, segment L'Avarice, réalisation Claude Chabrol.
- 1968 : Provinces (épisode intitulé La Coupe), série télévisée

## Décorations
- Commandeur de la Légion d'honneur[22],[23]
- Officier de l'ordre national du Mérite[22]
- Commandeur de l'ordre des Arts et des Lettres (1988)[22]

## Adaptations cinématographiques
- 1964 : La Bonne Soupe, film français, de Robert Thomas
- 1971 :  L'Œuf, film français, de Jean Herman
- 1974 :  La Race des seigneurs, film français, de Pierre Granier-Deferre
- 1976 :  Le Corps de mon ennemi, film français, d'Henri Verneuil